# نتاليا غوميز
نتاليا غوميز، أستاذة وباحثة وخبيرة في الغلاف الجليدي ومستوى سطح البحر، تتركز أبحاثها في المقام الأول حول التفاعلات بين الصفائح الجليدية ومستوى سطح البحر والأرض في الماضي والحاضر والمستقبل. غوميز أستاذة في جامعة ماكجيل، في كندا، حيث تدرّس جيوديناميكا الصفائح الجليدية - تفاعلات مستوى سطح البحر.

## العمل الأكاديمي
حصلت غوميز على درجة البكالوريوس في الفيزياء مع تخصص فرعي في الرياضيات عام 2006، ودرجة الماجستير في الجيوفيزياء والدراسات البيئية عام 2009 من جامعة تورنتو. حصلت غوميز على درجة الدكتوراه من قسم علوم الأرض والكواكب في جامعة هارفارد. كانت أطروحتها حول تفاعلات مستوى سطح البحر والصفائح الجليدية، وكان قد أوصى بهذه الدراسة البروفيسور جيري إكس ميتروفيتشا. أجرت دراسات ما بعد الدكتوراه في معهد كورانت للعلوم الرياضية في جامعة نيويورك. وهي حاليًا أستاذة في قسم علوم الأرض والكواكب بجامعة ماكجيل ورئيسة الأبحاث الكندية في ديناميكا الصفيحة الجليدية - تفاعلات مستوى سطح البحر.
يركز الكثير من عمل غوميز على خلق فهم أفضل لما سيبدو عليه المناخ في المستقبل بناءً على الإجراءات والأنماط السابقة والحالية. يدرس بحثها كيف سيؤثر الانبعاث المستمر لغازات الدفيئة على غلافنا الجوي ودرجة حرارة الكوكب، وتحديداً ارتفاع مستويات سطح البحر بسبب ذوبان الصفائح الجليدية بالقرب من القطبين الشمالي والجنوبي.
يعتمد عمل غوميز على علوم المناخ وعلم الجليد والجيوفيزياء العالمية، ويهدف إلى نمذجة وفهم سجلات استجابة الأرض لتغير المناخ في الماضي والحاضر وتحسين التنبؤات بارتفاع مستوى سطح البحر في المستقبل مع ارتفاع درجة حرارة المناخ. يُنسب لها الفضل في تحديد أهمية ردود الفعل المستقرة لتغيرات مستوى سطح البحر المتسقة جاذبيًا، على استقرار وديناميكيات الصفائح الجليدية البحرية،   واستكشفت أيضًا دور ريولوجيا الأرض الصلبة على الغطاء الجليدي وتطور مستوى سطح البحر.
غوميز عضو في اللجنة التوجيهية للبرنامج العالمي لأبحاث المناخ بشأن تغير مستوى سطح البحر والتأثيرات الساحلية.

## الجوائز والمنح
- جائزة جائزة كريوسفير للوظائف الأولى من الاتحاد الجيوفيزيائي الأمريكي (AGU) عام 2019، «تُمنح سنويًا لباحث واحد في غضون 10 سنوات من إكمال الدكتوراه لمساهماته البارزة في علوم وتكنولوجيا الغلاف الجليدي»[10]
- مرشحة نائب رئيس القسم الفرعي للجمعية الدولية للجيوديسيا (IAG) حول تشوه الغلاف الجليدي، 2019[11]